# Olax pentandra
Olax pentandra är en tvåhjärtbladig växtart som beskrevs av Herman Otto Sleumer. Olax pentandra ingår i släktet Olax och familjen Olacaceae. Inga underarter finns listade i Catalogue of Life.